# 齿胫音天牛
齿胫音天牛（学名：Heterophilus dentitibialis），暗天牛科音天牛属的一种，是中国西藏特有种，模式产地为西藏朗县。

## 形态特征
体长16毫米左右，头部黑色，触角第1、2节黑色，触角其余部分及下颚须、下唇须及上唇为黄褐色；前胸背板、鞘翅及足为黑褐色；腹面黄褐色；也有一些个体整体呈黑褐色至黑色。身体密被灰白色长绒毛，背面的毛较短。前、中足胫节外侧具有数个明显的小齿。